# Нумидия
Нуми́дия (лат. Numidia, берб. ⵜⴰⴳⵍⴷⴰ ⵏ ⵉⵏⵓⵎⵉⴷⵏ) — древнее царство нумидийцев в Северной Африке, на территории современных Туниса и северного Алжира, к югу и западу от Карфагена. Местные жители использовали нумидийский язык и ливийскую письменность. Традиционно цари придерживались союза с Древним Римом, и на протяжении большей части своей истории Нумидия выступала клиентским государством последнего. Высока была репутация нумидийской конницы.

## История
Первоначально нумидийцы занимали полосу средиземноморского побережья шириной около 200 км. от Мавретании на западе до Ливии на востоке. В конце I тысячелетия до н. э. постепенный переход берберских кочевых племён массилов (массилиев) на востоке и масайсилиев (масесилы, массесиляне, мазезилии) на западе к отгонному скотоводству и (на севере) к земледелию сопровождался возникновением и развитием городов с полисной организацией: Цирта — главный город массилов, Сига — главный город масайсилиев, Тугга, Тевес, Сикким и другие. Вожди массилов и масайсилиев соперничали за главенство в регионе.
Римляне ценили Нумидию как противовес Карфагену в Северной Африке. В III веке до н. э. Нумидия оказалась в зависимости от Карфагена, на союз с которым ориентировался царь западных нумидийцев Сифакс. В период Второй Пунической войны царь восточных нумидийцев Массинисса оказывал помощь римлянам, которые помогли ему стать в 201 году до н. э. правителем всей Нумидии. 
За время полувекового правления Массиниссы (до 149 г. до н. э.) государство сильно укрепилось: за счёт захвата земель Карфагена и продвижения на территорию Ливии увеличилась территория, выросли города, усилились торговые связи со всем Средиземноморьем. Он сделал своими столицами города Цирта на западе и Булла-Регия на востоке. 
В 111—105 годах до н. э. нумидийский царь Югурта вёл войну с Римом, но потерпел поражение, попал в плен и был казнён. Начиная с 46 года до н. э. территория Нумидии была поэтапно включена в состав Римского государства (провинции Новая Африка, Африка Проконсульская и др.). С 30 до 25 гг. до н. э. правителем восточной Нумидии номинально числился нумидиец Юба II. 
Отдельная провинция с названием Нумидия была создана существенно позже, при Септимии Севере (193 г.) Среди уроженцев нумидийских провинций — знаменитые писатели Апулей и Аврелий Августин. В 429/430 годах н. э. Римская Африка была завоёвана вандалами, в 533 году — византийцами (создавшими на этой территории Африканский экзархат), в VII веке — арабами (см. Ифрикия).

## Цари нумидийцев

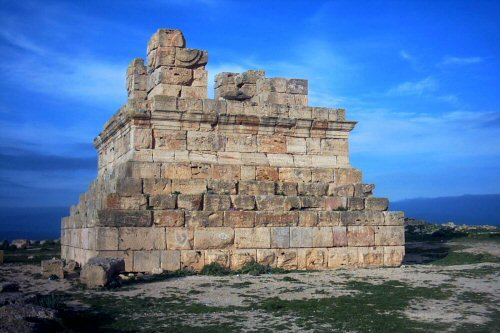
Предполагаемая гробница Массиниссы (в местечке Эль-Хруб)

- Сифакс
- Массинисса
- Миципса
- Югурта
- Гиемпсал II
- Юба I